# Conseil constitutionnel (Mauritanie)
Pour les autres articles nationaux ou selon les autres juridictions, voir Conseil constitutionnel.
 (avril 2015).
Si vous disposez d'ouvrages ou d'articles de référence ou si vous connaissez des sites web de qualité traitant du thème abordé ici, merci de compléter l'article en donnant les références utiles à sa vérifiabilité et en les liant à la section « Notes et références ».
Le Conseil constitutionnel de la Mauritanie est composé de 6 membres pour un mandat de 9 ans non renouvelable. Il se renouvelle par tiers tous les 3 ans. Le Conseil constitutionnel veille à la régularité des élections ou référendum et examine toute réclamation. Il proclame les résultats. Les lois, lois organiques, règlements des assemblées doivent être présentés au Conseil pour vérification de leur conformité à la Constitution. Les membres doivent avoir au moins 35 ans :
- 3 membres sont nommés par le président de la République ;
- 2 membres par le président de l'Assemblée nationale ;
- 1 membre par le président du Sénat.